# Димотика
Стаття з серії:

Грецька мова
- Прагрецька мова
- Мікенська мова
- Давньогрецька мова
- Койне
- Середньогрецька мова
- Новогрецька мова
  - Катаревуса
  - Димотика

Димотика (грец. δημοτική — мова народу) — сучасна форма грецької мови. Термін «димотика» було запроваджено в ужиток 1818 року. Димотика є формою, яка природно розвивалася з мови прадавніх греків, на противагу штучно створеній архаїчній катаревусі, яка вважалась офіційним стандартом грецької мови до 1976 року. Обидві форми доповнювали одна одну, породивши явище так званої диглосії, допоки мовне питання не було врегульоване на користь димотики. 

## Димотика та новогрецька мова
Часто димотика ототожнюється з новогрецькою мовою, проте ці дві мовні форми різняться. Хоча термін димотика використовується на позначення форми грецької мови, що природним шляхом перетворювалася протягом століть від давньогрецької мови, сучасна грецька мова — новогрецька мова (грец. Νεοελληνική Κοινή) — є все ж результатом взаємодії димотики та катаревуси. Втім вплив димотики був набагато відчутнішим. Не є помилкою називати сучасну грецьку мову димотикою, проте це означало б ігнорувати факт існування у побутовій та навіть офіційно-діловій мові безлічі слів, граматичних форм та фонетичних особливостей, які не існували в розмовній мові, а запозичені з архаїчних форм мови. Крім того термін «сучасна грецька мова» може стосуватись і новогрецької, і димотики, і навіть катаревуси, оскільки впровадження катаревуси задумувалось як уведення нової, очищеної мови.

## Особливості новогрецької, які не існують у димотиці
Наступні приклади наведені для того, аби продемонструвати елементи катаревуси в сучасній грецькій мові. Вони ніколи не були присутні у традиційній димотиці і тільки з розвитком новогрецької набули вжитку не тільки на письмі, а й в усній формі, у побуті.

### Слова та сталі конструкції
- ενδιαφέρων — цікавий
- τουλάχιστον — принаймні
- είναι γεγονός ότι — це факт, що
- προς το παρόν — наразі
- δόξα τω Θεώ — слава Богові
- εν ονόματι — в ім'я
- τοις μετρητοίς — готівкою
- εν συνεχεία — потім
- εν τω μεταξύ — тим часом

### Морфологічні особливості
- Віддієслівні прикметники, що закінчуються на -ων, -ουσα, -ον (наприклад, ενδιαφέρων — цікавий) або на -ων, -ων, -ον (наприклад, σώφρων обачний) використовуються здебільшого у писемному мовленні.
- Дієприкметники дієслів групи «аорист» (наприклад, παραδώσας — що доставив) також уживаються в писемному мовленні.
- Редуплікація в пасивних доконаних дієприкметниках. Наприклад, προσκεκλημένος — запрошений; πεπαλαιωμένος — застарілий.

## «Психаріїзми»
Одним з найрадикальніших прихильників мови, яка мала бути очищена від зарозумілої лексики, був Янніс Психаріс, який жив у Франції та здобув популярність своєю роботою «Моя подорож» (1888 р.). Психаріс не тільки пропагував використання виключно димотики, але насправді вирішив зробити мову ще простішою, ніж вона природно була. Він мав намір «очистити» її від усіх проявів і форм, які могли б сприйматися як «освіченість».
Так, наприклад, він запропонував у сучасній мові замість «неправильного» іменника το φως (світло) з родовим відмінком του φωτός використовувати «правильний» іменник το φώτο з родовим відмінком του φώτου. Такі крайні ідеї виникали спорадично і пізніше впродовж усього періоду відродження та становлення сучасної грецької мови. Крім того, Психаріс також виступав за орфографічну реформу, яка мала скасувати сучасні 6 способів позначення голосного звуку «і» та подвоєння приголосних. Таким чином, він писав своє ім'я як Γιάνης, замість Γιάννης.
Надалі димотика, що розвивалася протягом декількох десятиліть паралельно з катаревусою, запозичила в останньої деякі ознаки. Коли 1976 року димотика законодавчо була визначена офіційною формою грецької мови, було задокументовано, що димотика має використовуватись без «певних крайнощів», під чим розумілися «психаріїзми».